# Яблонь-Зажецьке
Яблонь-Зажецьке (пол. Jabłoń-Zarzeckie) — село в Польщі, у гміні Нові Пекути Високомазовецького повіту Підляського воєводства.
Населення — 69 осіб (2011).
У 1975-1998 роках село належало до Ломжинського воєводства.

## Демографія
Демографічна структура станом на 31 березня 2011 року:
|          | Загалом | Допрацездатний вік | Працездатний вік | Постпрацездатний вік |
| -------- | ------- | ------------------ | ---------------- | -------------------- |
| Чоловіки | 42      | 7                  | 28               | 7                    |
| Жінки    | 27      | 3                  | 14               | 10                   |
| Разом    | 69      | 10                 | 42               | 17                   |